# Collyris colossea
Collyris colossea (лат.) — вид жуков-скакунов рода Collyris из подсемейства Cicindelinae (триба Collyridini). Юго-Восточная Азия.

## Распространение
Встречаются в Юго-Восточной Азии: Индонезия (Калимантан, Ява).

## Описание
Жуки-скакуны среднего и крупного размера с большими глазами (20—24 мм). По внешнему виду напоминает Collyris robusta, но отличается главным образом лабрумом, в котором 5 медиальных зубцов примерно равны, более короткими и толстыми усиками, верхнечелюстными щупиками с более крупным последним члеником, губными щупиками с очень коротким предпоследним сегментом.
Тело тонкое стройное, ноги длинные. Верхняя губа трапециевидной формы с 7 зубцами, 2 крайние отделены от центральной группы глубокой выемкой. Переднеспинка удлинённая. Надкрылья узкие. Задние крылья развиты, при опасности взлетают. Обитают на стволах деревьев и кустарников. Биология и жизненный цикл малоизучены.

## Классификация
Вид был впервые описан в 1994 году в составе рода Collyris в ходе ревизии, проведённой французским энтомологом Roger Naviaux (1926—2016).